# نیکی کارو
نیکولا جین کارو (انگلیسی: (Nikola Jean Caro معروف به نیکی کارو (Niki Caro) زادهٔ ۱۹۶۷ (۵۷–۵۸ سال) کارگردان و فیلم‌نامه نویس اهل نیوزیلند است. فیلم سوارکار نهنگ او در سال ۲۰۰۲ مورد ستایش منتقدان قرار گرفت و جوایز متعددی را در جشنواره‌های بین‌المللی فیلم دریافت کرد. مولان (فیلم ۲۰۲۰) او را به دومین زن و دومین کارگردان نیوزلندی تبدیل کرد که توسط دیزنی برای کارگردانی فیلمی با بودجه بیش از صد میلیون دلار استخدام شد. کارهای نیکی کارو در زمینه‌هائی مانند ویدئوهای موزیکال، درام‌های تلویزیونی، آگهی‌های بازرگانی و فیلم‌هائی در زمینه‌های گوناگون دیگر بوده‌اند.

## آثار کارگردانی
- سوارکار نهنگ (۲۰۰۲)

- سرزمین شمالی (۲۰۰۵)

- یک محصول بهشتی (۲۰۰۹)

- مک‌فارلند، آمریکا (۲۰۱۵)

- همسر نگهبان باغ وحش (۲۰۱۷)
- آنه با یک ئی - "آنشرلی" (2017)

- مولان (۲۰۲۰)

- مادر (۲۰۲۲) [۲]